# 後沈埠村
後沈埠村隸屬於浙江省湖州市吳興區妙西鎮，是妙西鎮十五個行政村之一，距離妙西鎮7公裏。 
後沈埠村區域面積10.31平方米，8個自然村，26個村民小組，共有594戶，總人口2000人，其中勞動力有1145人。後沈埠村共有水田2564.8畝，旱地240.58畝，桑地600畝，茶葉地75畝，果地460畝，山林15415畝，毛竹林6923畝，筍山2938畝。